# ایوان اشمالهاوزن
ایوان ایوانویچ اشمالهاوزن (روسی: Іва́н Іва́нович Шмальга́узен;‏ ۲۳ آوریل ۱۸۸۴ – ۷ اکتبر ۱۹۶۳) جانورشناس و زیست‌شناس تکاملی آلمانی‌تبار اهل روسیه و از چهره‌های اصلی و تأثیرگذار در سنتز مدرن و صاحب «قانون اشمالهاوزن» می‌باشد. بوریس ایوان بالینسکی حشره‌شناس و رویان‌شناس اوکراینی از شاگردان وی بوده‌است.

## زندگی‌نامه
ایوان ایوانوویچ اشمالهاوزن در ۲۳ آوریل ۱۸۸۴ در شهر کیف پایتخت کنونی اوکراین در امپراتوری روسیه به دنیا آمد. مادرش لوییزا لودویگوفنا اشمالهاوزن و پدرش یوهان تئودور اشمالهاوزن از گیاهشناسان شهیر روس بود. او در سال ۱۹۰۱ و پس از اینکه در کیف دبیرستان را به پایان رساند، در دانشکدهٔ فیزیک و ریاضی دانشگاه دانشگاه ملی تاراس شفچنکو کیف ثبت نام کرد ولی در همان سال به دلیل شرکت در اغتشاشات دانشجویی از آن دانشگاه اخراج شد اما در سال بعد در دانشکدهٔ زیست‌شناسی این دانشگاه پذیرفته می‌شود. وی تحت آموزش‌های استاد راهنمایش «آلکسی نیکلایویچ سِوِردتسف» که از زیست‌شناسان مشهور زمان خود بود به درجهٔ استادی نائل آمد. او همچنین یکی از قربانیان قانون «دستور ۱۲۰۸» بود. این قانون در زمان شوروی استالینی به دلیل هراس کمونیست‌ها از علم ژنتیک و بهنژادی وضع شده بود که البته این هراس بعد از ظهور رایش سوم در آلمان نازی تشدید گردید و بعدها تا زمان نیکیتا خروشچف به‌طور سختگیرانه تری اجرا شد. این قانون منع هرگونه فعالیت‌های علمی در زمینهٔ ژنتیک را خواستار بود و در نهایت منتهی به برکناری و اخراج صدها ژنتیک‌دان و فرگشت‌شناس ممتاز شوروی از جمله ایوان اشمالهاوزن از سمت و فعالیت‌های علمی شان گشت. وی در ۷ اکتبر ۱۹۶۳ در سن ۷۹ سالگی در لنینگراد درگذشت.

## قانون اشمالهاوزن

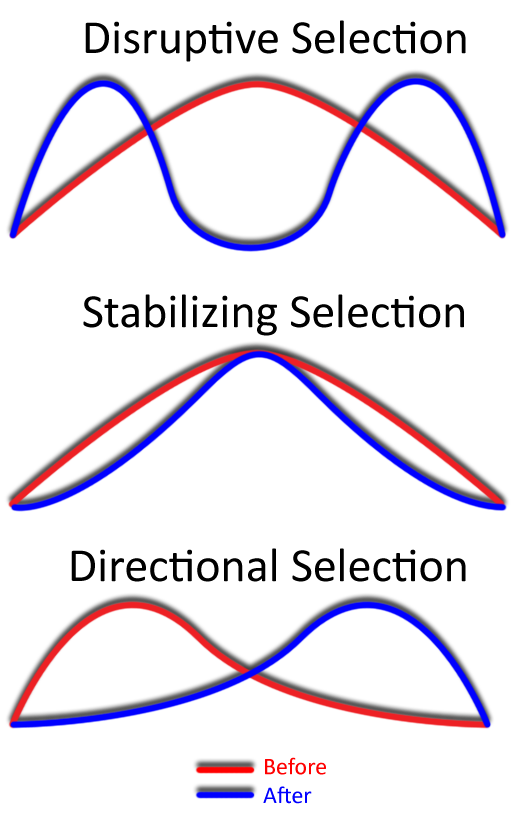
Selectiontypes-n0 images.png

«قانون اشمالهوزن» که اصلی عمومی در علم زیست‌شناسی فرگشتی می‌باشد، توضیح‌دهندهٔ پدیدهٔ انتخاب ثباتی می‌باشد و بیان می‌دارد که جمعیتی که در سرحدات تحمل یا به اصطلاح فنوتیپ‌های آستانه‌ای قرار گرفته‌اند، در شرایط نامساعد یا غیرمعمول برای زیستشان، در مقایسه با جمعیت‌های با فنوتیپ‌های غیر آستانه‌ای به مراتب آسیب‌پذیرتر خواهند بود. اشمالهاوزن اینگونه استدلال کرد که انتخاب طبیعی نه تنها در جهت سازگاری یافتن جمعیت‌ها، بلکه در جهت تثبیت آن‌ها نیز عمل می‌کند. خرچنگ‌های نعل‌اسبی حَرّا مثالی کلاسیک و معروف از انتخاب تثبیت‌کنندهٔ اشمالهوزن می‌باشند که در زیست‌شناسی فرگشتی به عنوان نمونه‌ای شناخته شده برای توصیف این پدیده بکار می‌رود. در زمان حیاتش از او کتابی با عنوان «فاکتورهای فرگشتی:تئوری انتخاب تثبیت‌کننده» به روسی منتشر شد که بعدها به اهتمام همکار و هم دانشگاهی شهیرش «تئودیوس دابژانسکی» به انگلیسی ترجمه و توسط دانشگاه شیکاگو انتشار یافت.